# Manuel Jiménez Jiménez
Manuel Jiménez Jiménez (* 26. Januar 1964 in El Arahal, Provinz Sevilla) ist ein spanischer Fußballtrainer. Er ist Trainer von al-Wahda aus Abu Dhabi. Zuvor hatte er den FC Sevilla, bei dem er auch fast seine gesamte Spielerkarriere verbracht hatte, den al-Rayyan SC, den UD Las Palmas und mehrmals auch den AEK Athen trainiert.

## Spielerkarriere

### Sevilla FC
Manolo Jiménez ist eng verbunden mit dem Verein FC Sevilla. Von 1983 bis 1997 spielte er 14 Jahre für die Andalusier. Insgesamt spielte er in 344 Ligaspielen, 44 Copa-del-Rey-Partien und vier UEFA-Cup-Spielen für Sevilla. In seiner Zeit bei Sevilla wurde er auch in die spanische Nationalmannschaft berufen.

### Nationalmannschaft
Für Spanien bestritt Manolo Jiménez 15 Spiele. Zwei dieser Partien bestritt er bei der Fußball-Weltmeisterschaft 1990 in Italien.

## Trainerkarriere
Von Sommer 2000 bis September 2007 trainierte Manolo Jiménez die 2. Mannschaft des FC Sevilla. Sevilla Atlético konnte er von der Tercera División, der 4. spanischen Liga, in die Segunda División (2. Liga) führen.  Manolo Jiménez trainierte von September 2007 bis März 2010 den FC Sevilla nach dem Weggang von Juande Ramos zu den Tottenham Hotspur.
Im Oktober 2010 unterschrieb er einen Zweijahresvertrag beim griechischen Klub AEK Athen. In Athen blieb Manuel Jiménez Jiménez ein gutes Jahr lang Trainer und gewann mit dem Hauptstadtverein in der Saison 2010/11 den griechischen Fußballpokal, was den ersten Pokalsieg und den zweiten Titel seiner Trainerlaufbahn bedeutete. Im Ligabetrieb belegte Jiménez' Mannschaft nach Ablauf aller Spieltage den dritten Platz hinter Meister Olympiakos Piräus sowie Panathinaikos Athen. AEK Athen startete mit Manuel Jiménez Jiménez als Trainer in die Spielzeit 2011/12. Am 5. Oktober 2011 trennte sich der Verein aber von seinem Trainer, nachdem es zu Differenzen zwischen Jiménez und der Vereinsführung gekommen war.
Am 30. Dezember 2011 entließ der damalige Tabellenletzte der Primera División in Spanien, der ehemalige Europapokalsieger Real Saragossa, seinen mexikanischen Trainer Javier Aguirre. Einen Tag darauf wurde Manuel Jiménez Jiménez als neuer Coach in Saragossa vorgestellt. Sein erstes Spiel auf der Trainerbank von Real Saragossa hatte Jiménez am 8. Januar 2012 im Rahmen des 18. Spieltages der Primera División 2011/12 gegen den direkten Konkurrenten im Abstiegskampf, Racing Santander. Allerdings unterlag Saragossa mit 0:1. Auch Jiménez' zweites Spiel verlief wenig erbaulich, ein 1:1 gegen den FC Getafe war kein Schritt aus dem Tabellenkeller. Im Januar 2017 wurde Jiménez erneut Trainer bei AEK Athen, 2018 übernahm er UD Las Palmas.

## Erfolge
- 2000/01 – Aufstieg in Segunda División B mit Sevilla Atlético
- 2006/07 – Aufstieg in Segunda División mit Sevilla Atlético
- 2010/11 – Griechischer Pokalsieger mit AEK Athen
- 2017/18 – Griechischer Meister mit AEK Athen